# Соборный спуск
Собо́рный спу́ск (укр. Собо́рний узві́з) — улица в центре Харькова в Шевченковском районе города. Улица возникла одной из первых в городе при основании Харьковской крепости. Первоначально представляла собой дорогу из крепости к реке Лопань через проездную Лопанскую башню.
В XIX веке после появления на спуске деревянных торговых лавок назван Купеческим; также назывался Пащенковским, по пассажу миллионера Пащенко-Тряпкина. В 1919 году спуск переименован в честь революционера-«народника» Степана Николаевича Халтурина. 29 апреля 2009 года по инициативе митрополита Харьковского и Богодуховского Никодима переименован в честь соединяемых этой улицей двух главных православных соборов города, каждый из которых был кафедральным — Успенского и Благовещенского.
Улица берёт начало на Университетской горке от Университетской улицы, начинаясь между площадями Конституции и Университетской, возле Успенского собора. Спускаясь, пересекает Клочковскую улицу, проходит по северной границе Сергиевской площади и заканчивается Купеческим мостом через реку Лопань.

## Разрушенные здания
В дореволюционный период спуск был полностью застроен. В 1875 году по проекту архитектора Д. С. Черненко на улице был построен первый в Харькове пассаж. Он расположился на северной стороне улицы между Университетской и Клочковской. Один из входов в Пассаж располагался на Университетской улице. К другому, находящемуся на Купеческом спуске, с Университетской горки вёл пешеходный металлический мост. Принадлежал Пассаж купцу В. И. Пащенко-Тряпкину. В дальнейшем, в 1910-е годы в районе Николаевской площади было начато строительство «нового Пассажа», а этот стал называться старым Пассажем.

Соборный спуск (Купеческий спуск) на дореволюционных почтовых открытках начала XX века
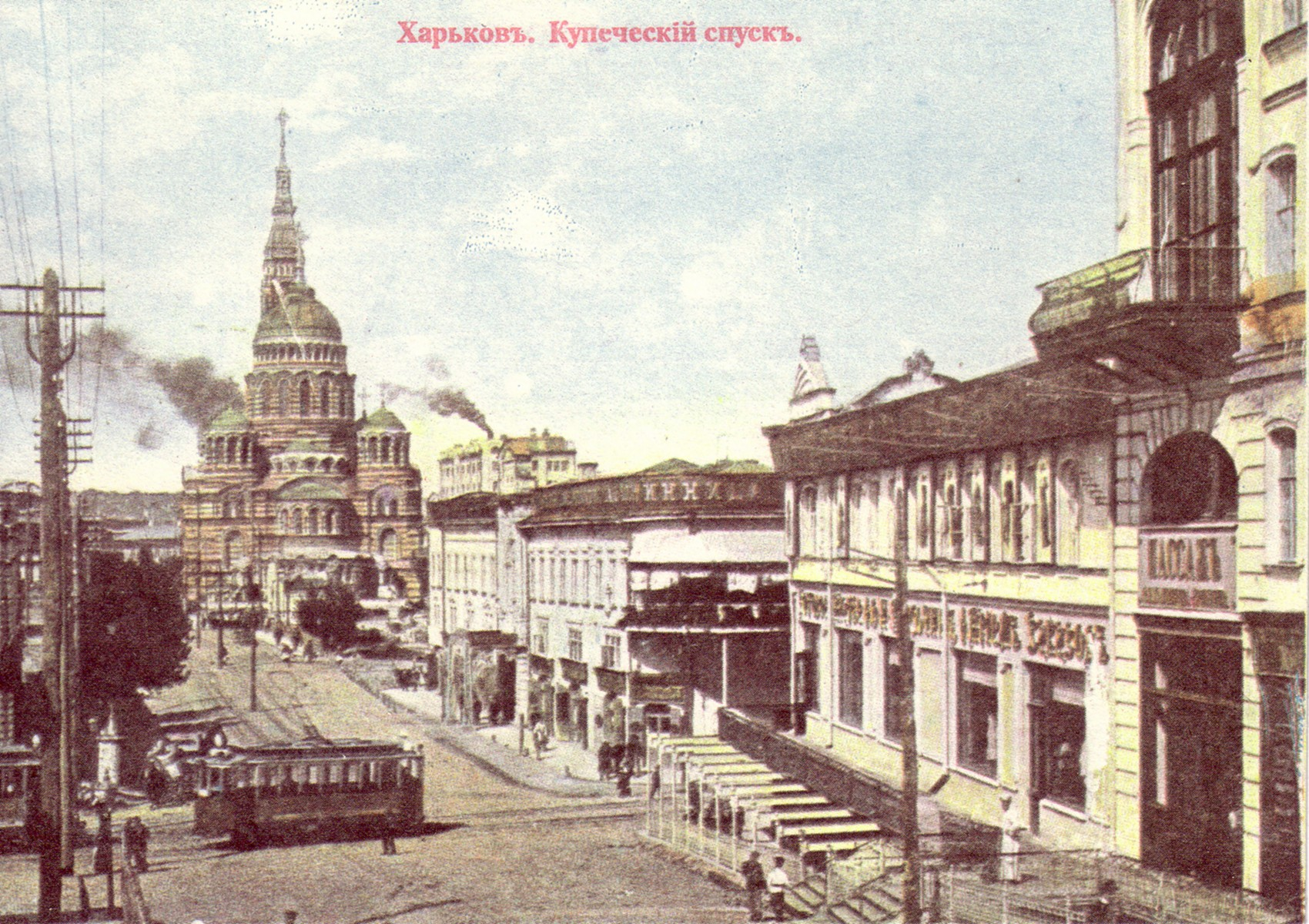
Вид с Купеческого спуска в сторону Купеческого моста, Благовещенской площади и Благовещенского собора. Трамвай едет по улице Клочковской. Справа перед ним расположено здание Старого Пассажа. За Клочковской перед мостом застроены обе стороны улицы.
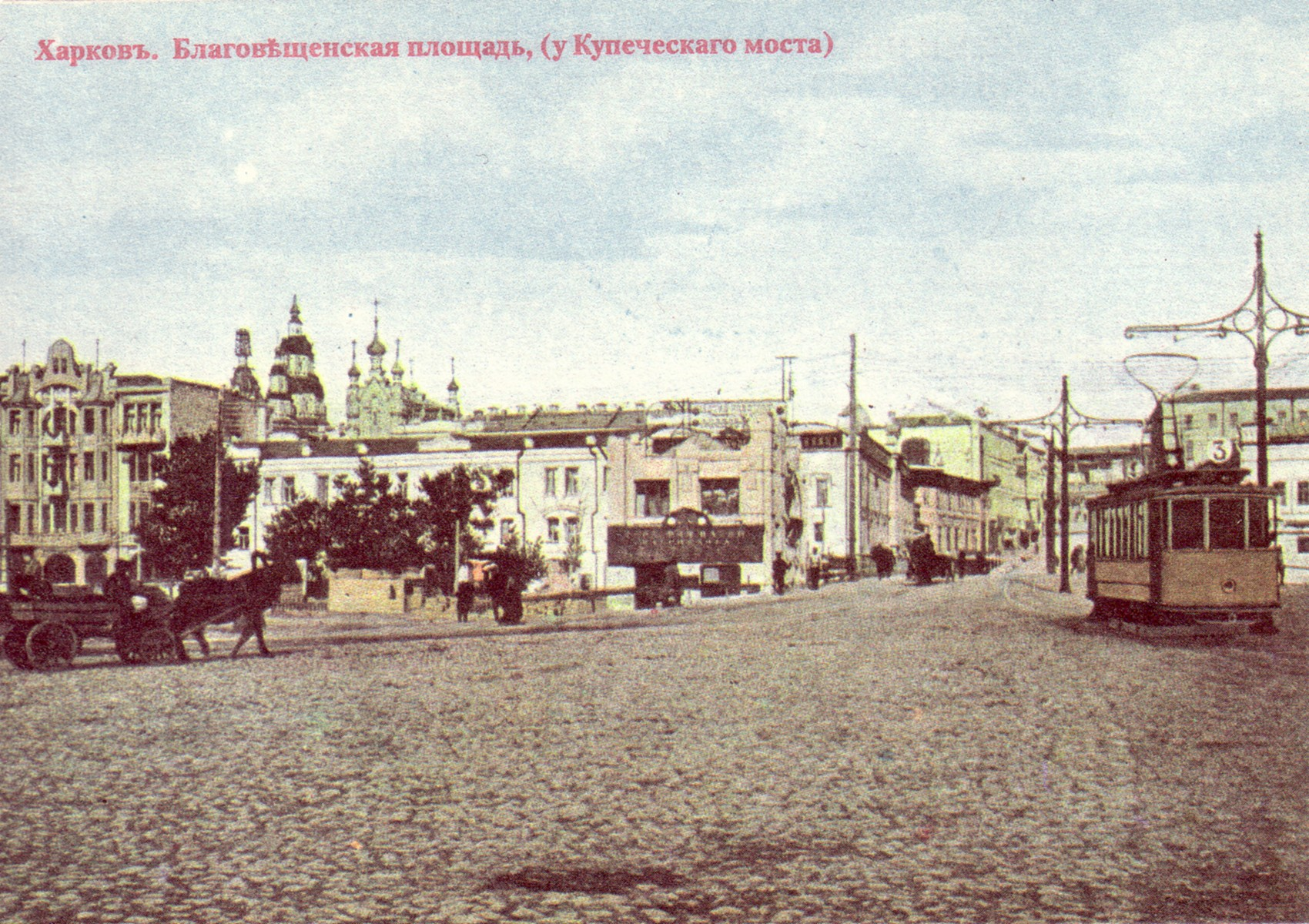
Вид с Благовещенской площади в сторону Университетской горки на Купеческий мост и Купеческий спуск. Слева виден Покровский монастырь.

Во время Великой Отечественной войны все здания на спуске были разрушены. В дальнейшем их обломки разобрали и на их месте от Университетской улицы вниз по склону к улице Клочковской и реке Лопань разбили террасный сквер, создававшийся на протяжении 1951—1952 годов архитекторами Г. Г. Вегманом, И. Я. Жилкиным, М. С. Луцким и А. С. Маяк
. В сквере разбили цветники, посадили деревья и кустарники, проложили дорожки и построили каскад фонтанов. Пешеходный металлический мост, переброшенный над спуском, уцелел и его перенесли в Городской сад имени Шевченко, где он переброшен через овраг перед зоопарком, возле цветомузыкального фонтана.

## Исторические факты

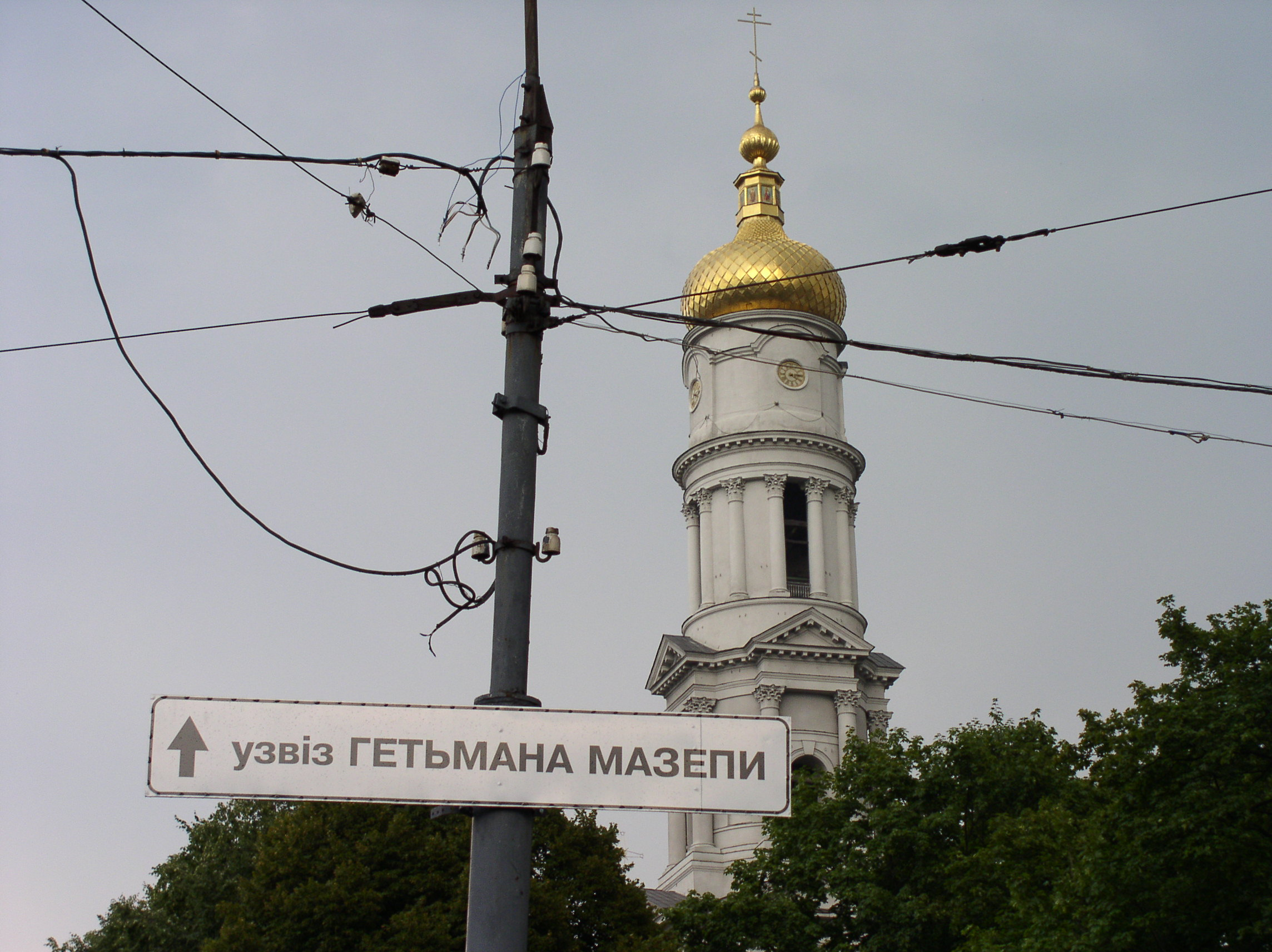
Условное переименование спуска Халтурина в «узвіз» гетмана Мазепы

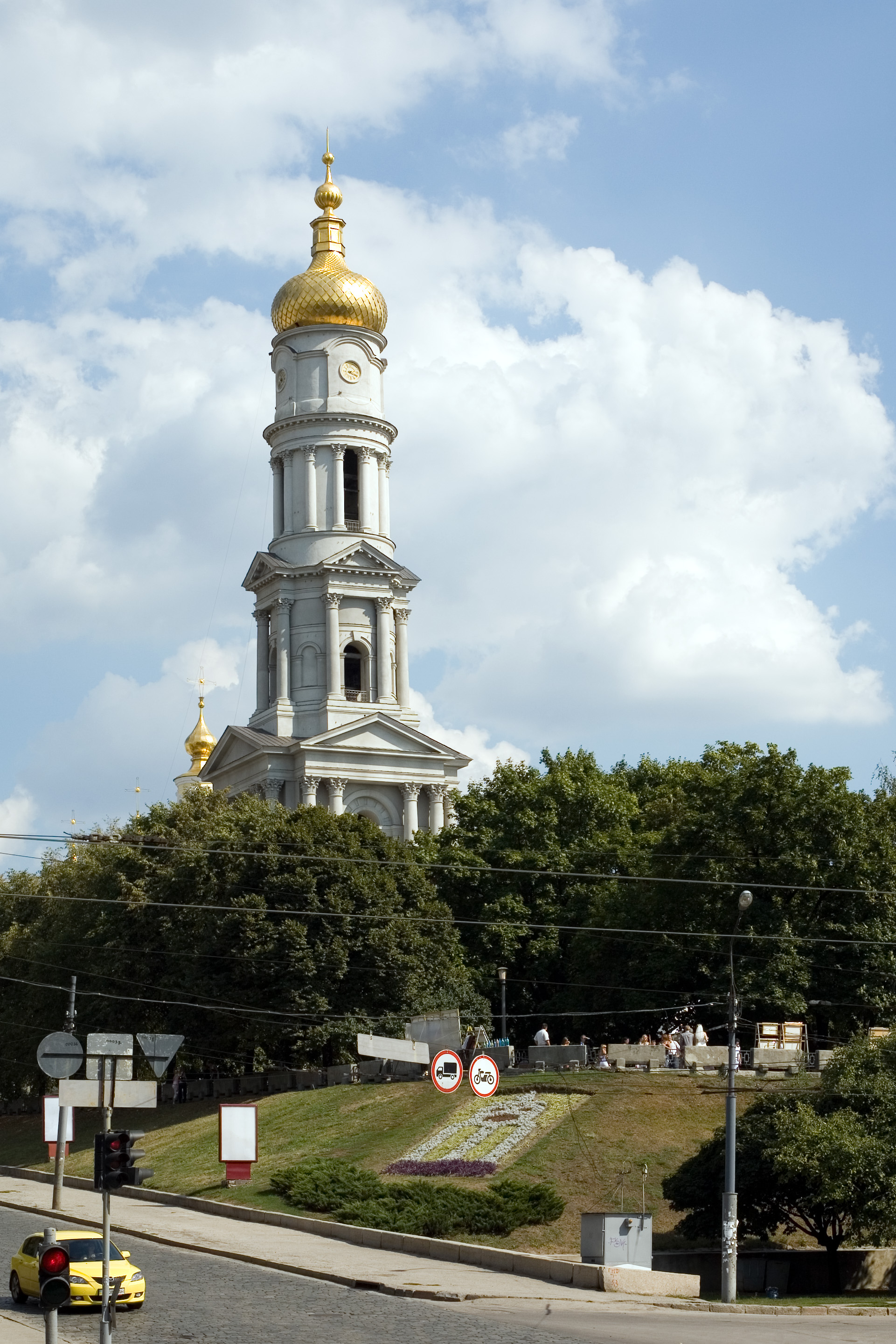
Вид на колокольню Успенского собора от перекрёстка Клочковской улицы. Виден левый склон Соборного спуска

- Непосредственно на спуске не сохранилось ни одного здания, но рядом с ним расположены такие исторические и архитектурные памятники, как Успенский собор, Покровский монастырь и Благовещенский собор.
- В 2007 году казаки Харьковской городской организации «Козацьке військо імені гетьмана Мазепи», Слобожанского казаческого округа, Украинского реестрового казачества и Союза казаческих организаций Украины самостоятельно[3] установили дорожный знак «Узвіз гетьмана Мазепи» в начале спуска Халтурина. По словам атамана харьковской городской организации «Козацьке військо імені гетьмана Мазепи» Валерия Гитина, целью данного мероприятия было привлечение внимания общественности и городских властей Харькова «к личности выдающегося государственного и духовного деятеля Украины Ивана Мазепы, избрание которого гетманом Украины на Харьковщине заложило основу для независимости Украины». Этот знак висел в течение недели, а затем ночью был снят[4].

## Транспорт
В нескольких сотнях метров к северу, в районе площади Конституции расположен пересадочный узел между Холодногорско-Заводской и Салтовской линиями метро, состоящий из станций «Площадь Конституции» и «Исторический музей». По Соборному спуску проходят маршруты автобусов 202 и 238, а также троллейбус № 11.